# Sphagnum skyense
Sphagnum skyense är en bladmossart som beskrevs av Kjeld Ivar Flatberg 1988. Sphagnum skyense ingår i släktet vitmossor, och familjen Sphagnaceae. Inga underarter finns listade i Catalogue of Life.